# Mercedes Nariño Ortega y Mesa
Mercedes Nariño Ortega y Mesa (Santa Fe de Bogotá, 24 de septiembre de 1798 - Santa Fe de Bogotá, 1875) fue una educadora colombiana del siglo XIX. Hija de Antonio Nariño y Magdalena Ortega, tuvo una participación activa durante el proceso de Independencia de Colombia.

## Biografía
Mercedes Nariño nació el 24 de septiembre de 1798 en Santafé de Bogotá. Fue la quinta hija de Magdalena Ortega y Antonio Nariño. Su infancia estuvo marcada por difíciles condiciones familiares y económicas, ya que su padre fue encarcelado y sus bienes confiscados debido a su traducción de la Declaración de los Derechos del Hombre y del Ciudadano. Esta situación llevó a Magdalena a solicitar continuamente ayudas al gobierno y a parientes cercanos.
Durante la Patria Boba, Mercedes Nariño tomó partido en las confrontaciones entre federalistas y centralístas. Vestida de militar, disparó el cañón en las batallas dirigidas por su padre,siendo una continua defensora de sus ideas y causa. Este acto evidenció la creciente participación de las mujeres en la sociedad neogranadina.
En 1816, durante la Reconquista española, las persecuciones a las familias de los protagonistas de la Independencia se intensificaron. Pablo Morillo desterró a Mercedes, su hermana Isabel y su tía Dolores a Zipacón, obligándolas a ir pie, donde permanecieron junto a otras mujeres hasta la caída de los realistas.
En 1819 contrajo matrimonio con el militar santandereano Antonio Ibáñez Arias, con quien tuvo 8 hijos.
En los años siguientes, continuaron las dificultades económicas. En la década de 1820 y 1830, Mercedes escribió varias cartas solicitando al gobierno colombiano una compensación económica en nombre de ella y sus hermanos por las persecuciones políticas y judiciales que sufrió su padre Antonio Nariño, así como por sus servicios militares a la causa patriótica.
Mercedes Nariño también fue educadora y fundó colegios en Bogotá, Socorro, Vélez y Tunja. En homenaje a su labor educativa, varias instituciones educativas en Colombia llevan su nombre.